# كينيتشي هاجيوارا
كينيتشي هاجيوارا (بالكانا:はぎわら けんいち) هو مغني وممثل ياباني، ولد في 25 يوليو 1950 في اليابان.

## أعمال

### أفلام
- (1980) كاجيموشا

## وصلات خارجية
- كينيتشي هاجيوارا على موقع IMDb (الإنجليزية)
- كينيتشي هاجيوارا على موقع روتن توميتوز (الإنجليزية)
- كينيتشي هاجيوارا على موقع ألو سيني (الفرنسية)
- كينيتشي هاجيوارا على موقع ميوزك برينز (الإنجليزية)
- كينيتشي هاجيوارا على موقع أول موفي (الإنجليزية)
- كينيتشي هاجيوارا على موقع أول ميوزيك (الإنجليزية)
- كينيتشي هاجيوارا على موقع ديسكوغز (الإنجليزية)
- كينيتشي هاجيوارا على موقع قاعدة بيانات الفيلم (الإنجليزية)
- كينيتشي هاجيوارا على موقع كينوبويسك (الروسية)